# Macchiaioli

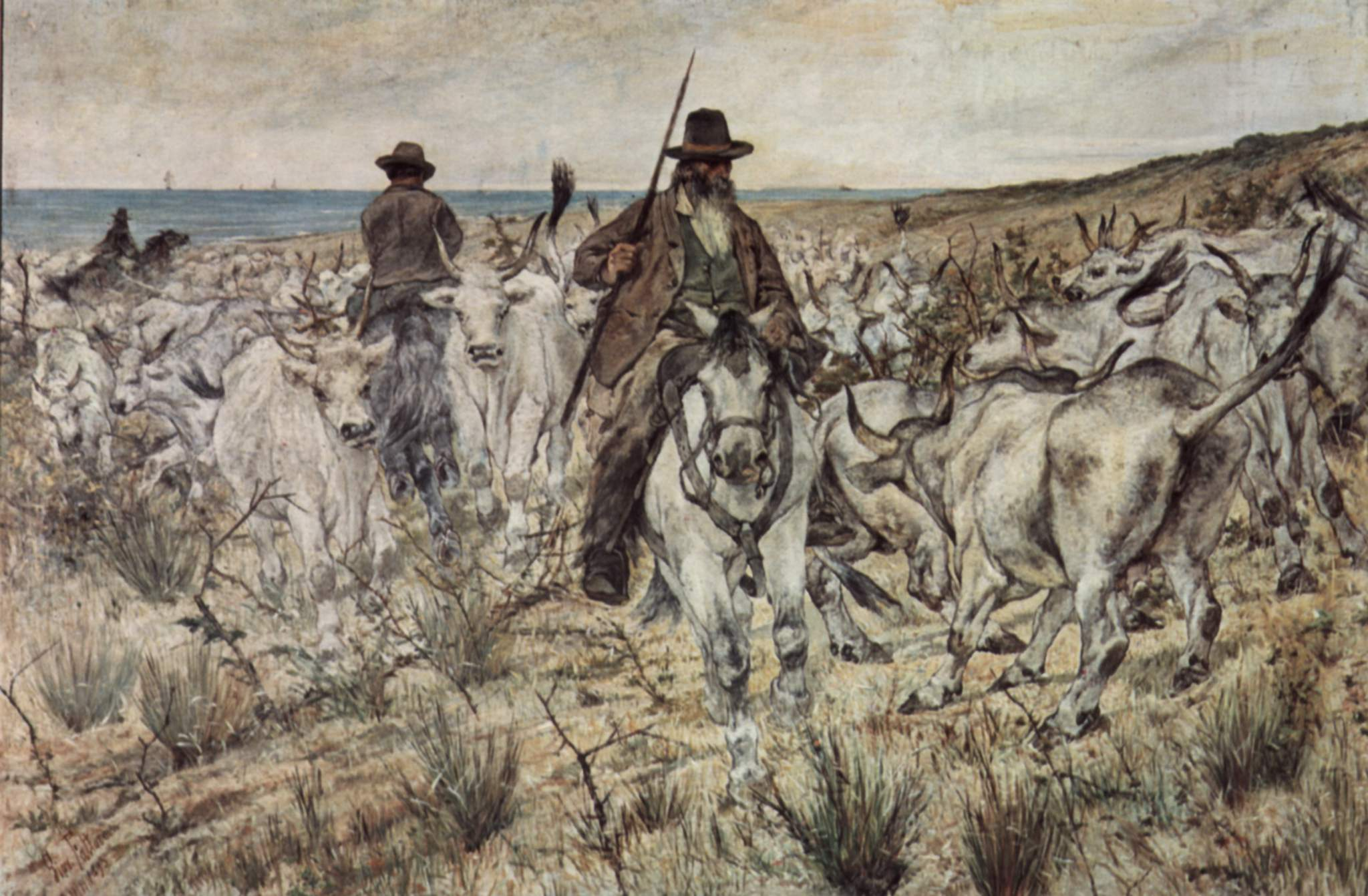
Drei berittene Hirten mit Stierherde von Giovanni Fattori

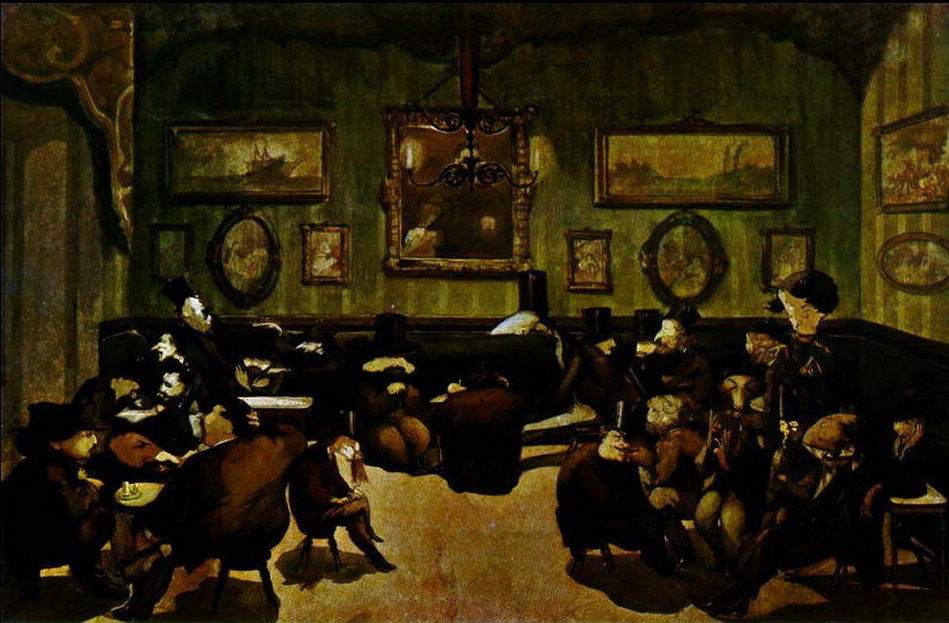
Caffè Michelangiolo in Florenz 1861 von Cecioni

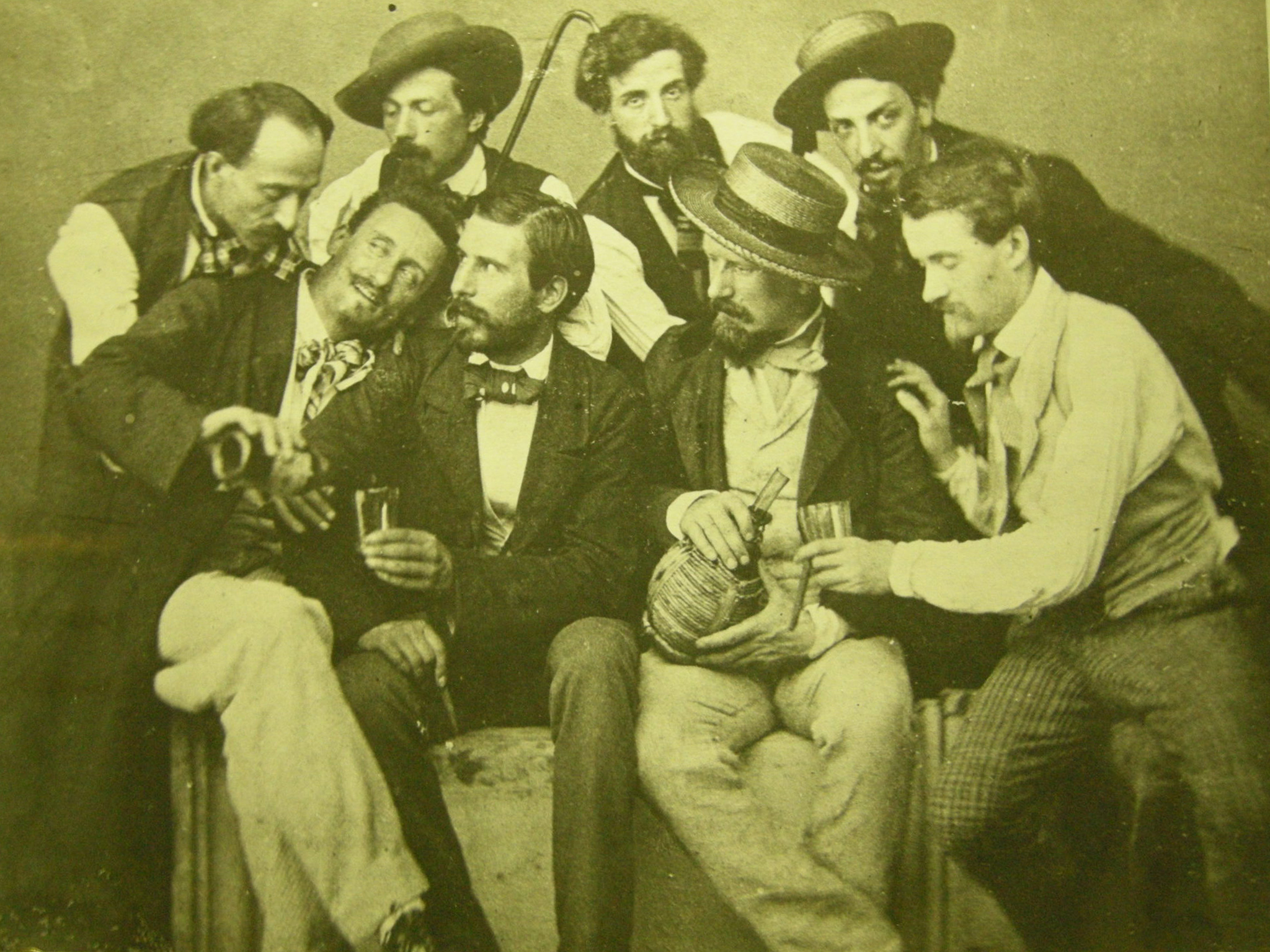
Künstler der Gruppe der Macchiaioli im Caffè Michelangiolo, aus „Macchiaioli e la fotografia“ (1900 bis 1903)

Die Macchiaioli sind eine Gruppe italienischer Künstler. Sie wirkten von 1855 bis 1865 in Florenz und setzen sich gegen den Akademismus und für den Realismus ein.
Der Begriff Macchiaioli leitet sich vom italienischen Wort macchia ab, was so viel wie Fleck bedeutet (eine zweite Bedeutung ist Gestrüpp, Macchie). Der Begriff wurde erstmals 1862 in einer Ausstellungsbesprechung der Gazzetta del Popolo verwendet. Die Bezeichnung war abwertend gemeint, wurde aber bald schon von den kritisierten Künstlern als Charakterisierung ihrer Gruppe übernommen. Wichtigste Mitglieder der Macchiaioli sind:
- Giuseppe Abbati
- Francesco Saverio Altamura
- Cristiano Banti
- Odoardo Borrani
- Stefano Bruzzi
- Ferdinando Buonamici
- Vincenzo Cabianca
- Niccolò Cannicci
- Adriano Cecioni
- Giovanni Costa
- Vito D’Ancona
- Serafino De Tivoli
- Giovanni Fattori
- Silvestro Lega
- Telemaco Signorini
- Raffaello Sernesi

Die französischen Maler der Schule von Barbizon, vor allem Gustave Courbet und Camille Corot, sowie die niederländischen Maler der Haager Schule gelten als Vorbilder. Auch die Macchiaioli stellten häufig einfache, arbeitende Menschen in den Vordergrund. Charakteristisch waren die fleckenartigen Farbflächen, ein starker Hell-Dunkel-Kontrast sowie die Tatsache, dass alle Bilder Freilichtmalereien waren, um die Natur unmittelbar wiederzugeben. Details wurden auf das Wesentlichste reduziert, so sind beispielsweise Figuren schematisch dargestellt.
Treffpunkt der Gruppe war das Caffè Michelangiolo in Florenz.
Die Gruppe beeinflusste die Schule von Resina in Neapel (mit unter anderem Giuseppe de Nittis).